# Al-Nassr Football Club
O Al-Nassr Football Club (em árabe: نادي النصر السعودي; Naṣr significando Vitória), mais conhecido como Al-Nassr, é um clube de futebol da Arábia Saudita sediado na cidade de Riade. Formado em 1955, o clube joga como mandante no Estádio Universitário Rei Saud. Suas cores principais são amarelo e azul. 
O clube ganhou atenção internacional no final de 2022, quando Cristiano Ronaldo assinou contrato com o clube por dois anos e meio, recebendo € 200 milhões por ano (€ 500 milhões no total). 
Em 2023, o Public Investment Fund (PIF), o fundo soberano saudita, passou a ser dono de 75% do capital do Al Nassr, assumindo o controle da diretoria.

## História
O Al Nassr é um clube de futebol da Arábia Saudita, com sede em Riade. Fundado em 1955, o clube é um dos mais bem-sucedidos do país, conquistando vários títulos ao longo de sua história.
O Al Nassr teve um início promissor e rapidamente se tornou um dos principais clubes do futebol saudita. Em 1976, conquistou seu primeiro título da Liga Saudita de Futebol e, desde então, ganhou o campeonato nacional em várias ocasiões. O clube também venceu a Copa do Rei da Arábia Saudita e a Supercopa da Arábia Saudita em várias temporadas.
Um dos momentos mais notáveis da história do Al Nassr ocorreu na década de 1990. Sob o comando do técnico brasileiro Nelsinho Baptista, o clube viveu uma era de sucesso sem precedentes. Durante esse período, o Al Nassr conquistou três títulos consecutivos da Liga Saudita de Futebol entre 1994 e 1996. Além disso, alcançaram a final da Liga dos Campeões da AFC em 1995, onde foram derrotados pelo Ilhwa Chunma, da Coreia do Sul.
Ao longo dos anos, o Al Nassr também teve participações destacadas em competições internacionais, como a Liga dos Campeões da AFC e a Copa do Golfo. Embora tenha enfrentado altos e baixos, o clube manteve sua posição de destaque no futebol saudita.
Ao longo dos anos, o Al Nassr tem sido conhecido por atrair jogadores talentosos de diferentes partes do mundo, incluindo brasileiros, sul-americanos, africanos e jogadores árabes de renome. O clube também foi lar de vários técnicos notáveis ao longo de sua história.
No geral, o Al Nassr tem uma história rica e bem-sucedida no futebol saudita, com vários títulos nacionais e participações em competições internacionais. Continua sendo um dos clubes mais populares e prestigiosos da Arábia Saudita.

## Rivalidades
O Al-Nassr tem uma base de torcedores leais e uma rivalidade acirrada com outros clubes sauditas, como seus vizinhos municipais, o Al-Hilal. Os jogos entre os dois são conhecidos como "Dérbi de Riade" e atraem grande atenção e emoção dos fãs. O primeiro encontro entre as duas equipes foi realizado em 1958 e terminou com uma vitória amistosa por 1 a 0 para o Al-Nassr. Já o primeiro encontro oficial foi em 1964, nas eliminatórias da Copa do Rei, que foram disputadas em um sistema de liga no nível de cada região e terminou em um empate por 1 a 1.
Majid Abdullah é o jogador com mais gols no clássico, com 21 gols (um recorde) e Najib Al-Imam é o jogador estrangeiro que mais fez gols, com 7 no total.

## Títulos
| CONTINENTAIS   | CONTINENTAIS              | CONTINENTAIS   | CONTINENTAIS                                          |
|                | Competição                | Títulos        | Temporadas                                            |
|                | Recopa Asiática           | 1              | 1998                                                  |
|                | Supercopa Asiática        | 1              | 1998                                                  |
| INTERNACIONAIS | INTERNACIONAIS            | INTERNACIONAIS | INTERNACIONAIS                                        |
|                | Competição                | Títulos        | Temporadas                                            |
| -------------- | ------------------------- | -------------- | ----------------------------------------------------- |
|                | Liga dos Campeões Árabes  | 1              | 2023                                                  |
|                | Copa do Golfo             | 2              | 1996 e 1997                                           |
| NACIONAIS      |                           |                |                                                       |
|                | Competição                | Títulos        | Temporadas                                            |
| Arábia Saudita | Campeonato Saudita        | 9              | 1975, 1980, 1981, 1989, 1994, 1995, 2014, 2015 e 2019 |
| Arábia Saudita | Copa do Rei Saudita       | 6              | 1974, 1976, 1981, 1986, 1987 e 1989                   |
| Arábia Saudita | Copa da Coroa do Príncipe | 3              | 1973, 1974 e 2014                                     |
| Arábia Saudita | Copa da Federação         | 3              | 1976, 1998 e 2008                                     |
| Arábia Saudita | Supercopa Saudita         | 2              | 2019 e 2020                                           |

 Campeão Invicto

## Elenco atual
Última atualização: 2 de setembro de 2024.

## Estatísticas

### Mais partidas
| Posição | Jogador:            | Nº de Jogos |
| ------- | ------------------- | ----------- |
| 1.      | Mohammad Al-Sahlawi | 261         |
| 2.      | Sultan Al-Ghannam   | 252         |
| 3.      | Umar Hausawi        | 239         |
| 4.      | Ibrahim Ghaleb      | 229         |
| 5.      | Yahya Al-Shehri     | 212         |
| 6.      | Hussein Sulaimani   | 192         |
| 7.      | Khalid Al-Ghamdi    | 173         |
| 7.      | Awadh Faraj         | 173         |
| 9.      | Abdullah Al-Enezi   | 168         |
| 10.     | Shaye Sharahili     | 156         |

Fonte: [carece de fontes?]

### Maiores goleadores
| Posição | Jogador:             | Gols |
| ------- | -------------------- | ---- |
| 1.      | Majed Abdullah       | 260  |
| 2.      | Mohammad Al-Sahlawi  | 131  |
| 3.      | Abderrazak Hamdallah | 115  |
| 4.      | Cristiano Ronaldo    | 99   |
| 5.      | Anderson Talisca     | 77   |
| 6.      | Saad Al-Harthi       | 48   |
| 7.      | Hassan Al-Raheb      | 38   |
| 8.      | Yahya Al-Shehri      | 32   |
| 9.      | Giuliano             | 31   |
| 10.     | Adrian Mierzejewski  | 26   |

Fonte: [carece de fontes?]

## Listado de Treinadores
| Nacionalidade       | Nome                   | Período     |
| 1955 - 1959         | 1955 - 1959            | 1955 - 1959 |
| ------------------- | ---------------------- | ----------- |
|                     | Desconhecido           | (1955-1959) |
| 1960 - 1969         |                        |             |
| Sudão               | Ahmed Al-Joker         | (1960-62)   |
| Arábia Saudita      | Ahmied Abdullah        | (1962-65)   |
| Síria               | Lamaat Qatna           | (1966-67)   |
| Sudão               | Abdulmajid Tarnah      | (1967-69)   |
| Arábia Saudita      | Hassan Sultan          | (1969-70)   |
| 1970 - 1979         |                        |             |
| Egito               | Zaki Osman             | (1971)      |
| Egito               | Mimi Abdulmajid        | (1972)      |
| Sudão               | Hassan Khairi          | (1973-74)   |
| Egito               | Mahmoud Abu Rojeila    | (1975)      |
| Espanha             | Vivas                  | (1976)      |
| Iugoslávia          | Ljubiša Broćić         | (1976-79)   |
| 1980 - 1989         |                        |             |
| Brasil              | Chico Formiga          | (1980-81)   |
| Brasil              | Mário Zagallo          | (1981)      |
| Brasil              | José de Souza Teixeira | (1982-83)   |
| Brasil              | Francisco Sarno        | (1983)      |
| Brasil              | José Chira             | (1983)      |
| Brasil              | Carpergiani            | (1983-84)   |
| França              | Robert Herbin          | (1985-86)   |
| Irlanda do Norte    | Billy Bingham          | (1987-88)   |
| Brasil              | Joel Santana           | (1988-89)   |
| Arábia Saudita      | Yousef Khamis          | (1989)      |
| 1990 - 1999         |                        |             |
| Brasil              | Claudio Deorati        | (1990)      |
| Arábia Saudita      | Nasser Al-Johar        | (1990-91)   |
| Iugoslávia          | Dragoslav Šekularac    | (1992)      |
| Brasil              | Qadies                 | (1992-93)   |
| Arábia Saudita      | Nasser Al-Johar        | (1993)      |
| Arábia Saudita      | Majed Abdullah         | (1993)      |
| França              | Jean Fernandez         | (1993-94)   |
| França              | Henri Michel           | (1995)      |
| Arábia Saudita      | Yousef Khamis          | (1995)      |
| França              | Jean Fernandez         | (1995-96)   |
| Roménia             | Ilie Balaci            | (1996-97)   |
| Bulgária            | Dimitar Penev          | (1997)      |
| Chéquia             | Dušan Uhrin            | (1997-98)   |
| França              | Jean Fernandez         | (1998)      |
| Brasil              | Dutra                  | (1998-99)   |
| Brasil              | Procópio Cardoso       | (1999)      |
| 2000 - 2009         |                        |             |
| Iugoslávia          | Milan Živadinović      | (2000)      |
| Arábia Saudita      | Yousef Khamis          | (2000)      |
| Portugal            | Artur Jorge            | (2000-01)   |
| Uruguai             | Héctor Núñez           | (2001)      |
| Arábia Saudita      | Salih Al-Mutlaq        | (2001)      |
| Argentina           | Jorge Habegger         | (2001-02)   |
| Argentina           | Julio Asad             | (2002-03)   |
| Sérvia e Montenegro | Ljubiša Tumbaković     | (2003)      |
| Roménia             | Mircea Rednic          | (2004)      |
| Egito               | Mohsen Saleh           | (2004)      |
| Bulgária            | Dimitar Dimitrov       | (2004-05)   |
| Portugal            | Mariano Barreto        | (2005-06)   |
| Arábia Saudita      | Khalid Al-Koroni       | (2006)      |
| Arábia Saudita      | Yousef Khamis          | (2006)      |
| Portugal            | Artur Jorge            | (2006)      |
| Argentina           | Jorge Habegger         | (2006-07)   |
| Brasil              | Ednaldo Patrício       | (2007)      |
| Países Baixos       | Foeke Booy             | (2007)      |
| Argentina           | Julio Asad             | (2007)      |
| Croácia             | Rodion Gačanin         | (2008)      |
| Argentina           | Edgardo Bauza          | (2009)      |
| Uruguai             | Jorge da Silva         | (2009-10)   |
| 2010 - 2019         |                        |             |
| Itália              | Walter Zenga           | (2010)      |
| Croácia             | Dragan Skočić          | (2011)      |
| Argentina           | Gustavo Costas         | (2011)      |
| Arábia Saudita      | Ali Kmeikh             | (2011)      |
| Colômbia            | Francisco Maturana     | (2011-12)   |
| Uruguai             | Daniel Carreño         | (2012-14)   |
| Espanha             | Raúl Caneda            | (2014)      |
| Uruguai             | Jorge da Silva         | (2014-15)   |
| Itália              | Fabio Cannavaro        | (2016)      |
| Colômbia            | René Higuita           | (2016)      |
| Espanha             | Raúl Caneda            | (2016)      |
| Croácia             | Zoran Mamić            | (2016-17)   |
| França              | Patrice Carteron       | (2017)      |
| Brasil              | Ricardo Gomes          | (2017)      |
| Argentina           | Gustavo Quinteros      | (2017-18)   |
| Uruguai             | Daniel Carreño         | (2018)      |
| Portugal            | Rui Vitória            | (2019-2020) |
| 2020 - Atualidade   |                        |             |
| Croácia             | Alen Horvat            | (2020-2021) |
| Brasil              | Mano Menezes           | (2021)      |
| Portugal            | Marcelo Salazar Filho  | (2021)      |
| Portugal            | Pedro Emanuel          | (2021)      |
| Argentina           | Miguel Ángel Russo     | (2021-2022) |
| França              | Rudi Garcia            | (2022)      |
| Portugal            | Luís Castro            | (2023-2024) |
| Itália              | Stefano Pioli          | (2024–)     |